# 科伊維爾 (堪薩斯州)
科伊維爾（英語：Coyville）是一個位於美國堪薩斯州威爾遜縣的城市。

## 地方資料
根據2020年美國人口普查的數據，科伊維爾的面積為0.70平方千米，當中陸地面積為0.70平方千米，而水域面積為0.00平方千米。當地共有人口60人，而人口密度為每平方千米85.71人。